# Resolutie 1950 Veiligheidsraad Verenigde Naties
Resolutie 1950 van de Veiligheidsraad van de Verenigde Naties werd op 23 november 2010 unaniem door de VN-Veiligheidsraad aangenomen.
Ze stond toe dat landen nog een jaar langer de Somalische wateren betraden in het kader van de strijd tegen de piraterij aldaar.

## Achtergrond
In 1960 werden de voormalige kolonies Brits Somaliland en Italiaans Somaliland onafhankelijk en samengevoegd tot Somalië. In 1969 greep het leger de macht en werd Somalië een socialistisch-islamitisch land. In de jaren 1980 leidde het verzet tegen het totalitair geworden regime tot een burgeroorlog en in 1991 viel het centrale regime. Sindsdien beheersten verschillende groeperingen elk een deel van het land en enkele delen scheurden zich ook af van Somalië. Toen milities van de Unie van Islamitische Rechtbanken de hoofdstad Mogadishu veroverden, greep buurland Ethiopië in en heroverde de stad. In 2008 werd de piraterij voor de kust van Somalië een groot probleem.

## Inhoud

### Waarnemingen
De piraterij voor de Somalische kust en de gevolgen ervan voor de humanitaire hulp aan Somalië bleven zorgen baren.
Die piraterij vond steeds verder in de Westelijke Indische Oceaan plaats en er zouden nu ook kinderen bij betrokken zijn.
Het probleem moest worden aangepakt door eerst iets te doen aan de onderliggende instabiliteit in Somalië.
Intussen was de tijdelijke overgangsregering van Somalië niet bij machte de piraten te vervolgen of voor de kust te patrouilleren.
Daarom had die regering om internationale bijstand gevraagd om de piraterij te bestrijden.
Die bijstand werd geleverd door de Europese Unie, de NAVO en landen als China, India, Iran, Japan, Maleisië, Zuid-Korea, Rusland, Saoedi-Arabië en Jemen die marineschepen inzetten in de regio.
De naburige landen Kenia en de Seychellen werden geprezen omdat zij piraten vervolgden via hun nationale justitie.

### Handelingen
De Veiligheidsraad herhaalde zijn veroordeling van alle daden van piraterij en gewapende overval voor de kust van Somalië.
Ook de uit de hand lopende losgelden en de gebrekkige afdwinging van het wapenembargo waren zorgwekkend.
De landen werden voor een nieuwe periode van 12 maanden geautoriseerd om de Somalische wateren te betreden en aldaar de piraterij te bestrijden.
Hun acties mochten echter niet het recht van vrije doorgang van schepen uit andere landen in de weg staan.
Voorts werden alle landen opgeroepen om mee te werken aan de arrestatie en berechting van de daders van piraterij en overvallen, alsook om samen te werken met Interpol en Europol teneinde internationale criminele netwerken die bij de piraterij betrokken waren op te rollen.

## Verwante resoluties
- Resolutie 1910 Veiligheidsraad Verenigde Naties
- Resolutie 1918 Veiligheidsraad Verenigde Naties
- Resolutie 1964 Veiligheidsraad Verenigde Naties
- Resolutie 1972 Veiligheidsraad Verenigde Naties (2011)

Lijst ·  1908 ·  1909 ·  1910 ·  1911 ·  1912 ·  1913 ·  1914 ·  1915 ·  1916 ·  1917 ·  1918 ·  1919 ·  1920 ·  1921 ·  1922 ·  1923 ·  1924 ·  1925 ·  1926 ·  1927 ·  1928 ·  1929 ·  1930 ·  1931 ·  1932 ·  1933 ·  1934 ·  1935 ·  1936 ·  1937 ·  1938 ·  1939 ·  1940 ·  1941 ·  1942 ·  1943 ·  1944 ·  1945 ·  1946 ·  1947 ·  1948 ·  1949 ·  1950 ·  1951 ·  1952 ·  1953 ·  1954 ·  1955 ·  1956 ·  1957 ·  1958 ·  1959 ·  1960 ·  1961 ·  1962 ·  1963 ·  1964 ·  1965 ·  1966